# Marion (Teksas)
Marion – miasto w Stanach Zjednoczonych, w stanie Teksas, w hrabstwie Guadalupe.